# Eukaryota (classification phylogénétique)
Cette page a pour objet de présenter un arbre phylogénétique des Eukaryota (Eukarya, Eucarya, Eucaryotes), c'est-à-dire un cladogramme mettant en lumière les relations de parenté existant entre leurs différents groupes (ou taxa), telles que les dernières analyses d'études reconnues les proposent,,,,,. Ce n'est qu'une possibilité de phylogénie entre différentes hypothèses issues de travaux de chercheurs,,,,,,,,,,,,,,,, et les principaux débats,,,, qui subsistent au sein de la communauté scientifique sont brièvement présentés ci-dessous, avant la bibliographie.

## Arbre phylogénétique
Le cladogramme présenté ici ne possède qu'une valeur indicative. Il n'est pas forcément consensuel, et on peut toujours se référer à la bibliographie au bas de l'article.
Le symbole ▲ renvoie à la partie immédiatement supérieure de l'arbre phylogénétique du vivant. Le signe ► renvoie à la classification phylogénétique du groupe considéré. Tout nœud de l'arbre portant plus de deux branches montre une indétermination de la phylogénie interne du groupe considéré.
Les habitudes typographiques des botanistes et des zoologistes sont différentes. Ici, par commodité de lecture, et certains groupes actuels relevant des deux domaines traditionnels, les noms de taxons supérieurs au genre sont tous écrits en caractères droits, les noms de genres ou d'espèces en italiques.
À la suite d'un taxon, sa période d'apparition, quand elle est connue, peut être indiquée suivant la légende suivante :
(Plé) : Pléistocène ; (Pli) : Pliocène ; (Mio) : Miocène ; (Oli) : Oligocène ; (Éoc) : Éocène ; (Pal) : Paléocène ; (Cré) : Crétacé ; (Jur) : Jurassique ; (Tri) : Trias ; (Per) : Permien ; (Car) : Carbonifère ; (Dév) : Dévonien ; (Sil) : Silurien ; (Ord) : Ordovicien ; (Camb) : Cambrien ; (Edi) : Édiacarien. Pour plus de précision si possible, (-) : inférieur ; (~) : moyen ; (+) : supérieur.

- ▲
  - Eukaryota
    - Bikonta
      - …
        - ? Diphyllatea ou Collodictyonidae
        - Excavata ►

      - Corticata
        - Plantae ou Archaeplastida ►
        - Chromista ou Chromalveolata (paraphylétique) ►
          - Rhizaria ►

    - Unikonta
      - …
        - Breviatea
        - Amoebozoa ►

      - …
        - Hilomonadea
          - Micronuclearia
          - Planomonadida

        - …
          - Opisthokonta ►
          - ? Mantamonadida
          - Thecomonadea
            - ? Hemimastigophora ou Spironemidae
            - Ancyromonadidae
            - Apusomonadida

D'après Adl et al. 2005, Nozaki et al. 2009, Cavalier-Smith 2010,, très simplifié pour montrer la position phylétique des Apuzoaires s.l.,,.

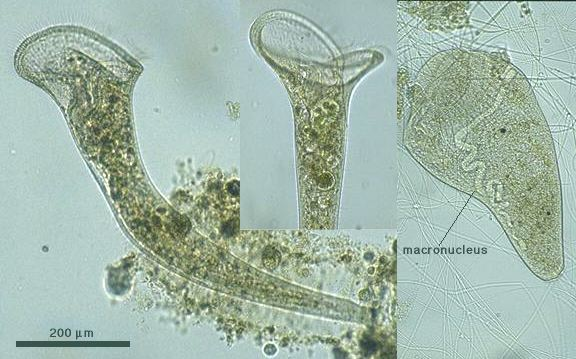
Stentor roeseli (Alveolata, Ciliophora)
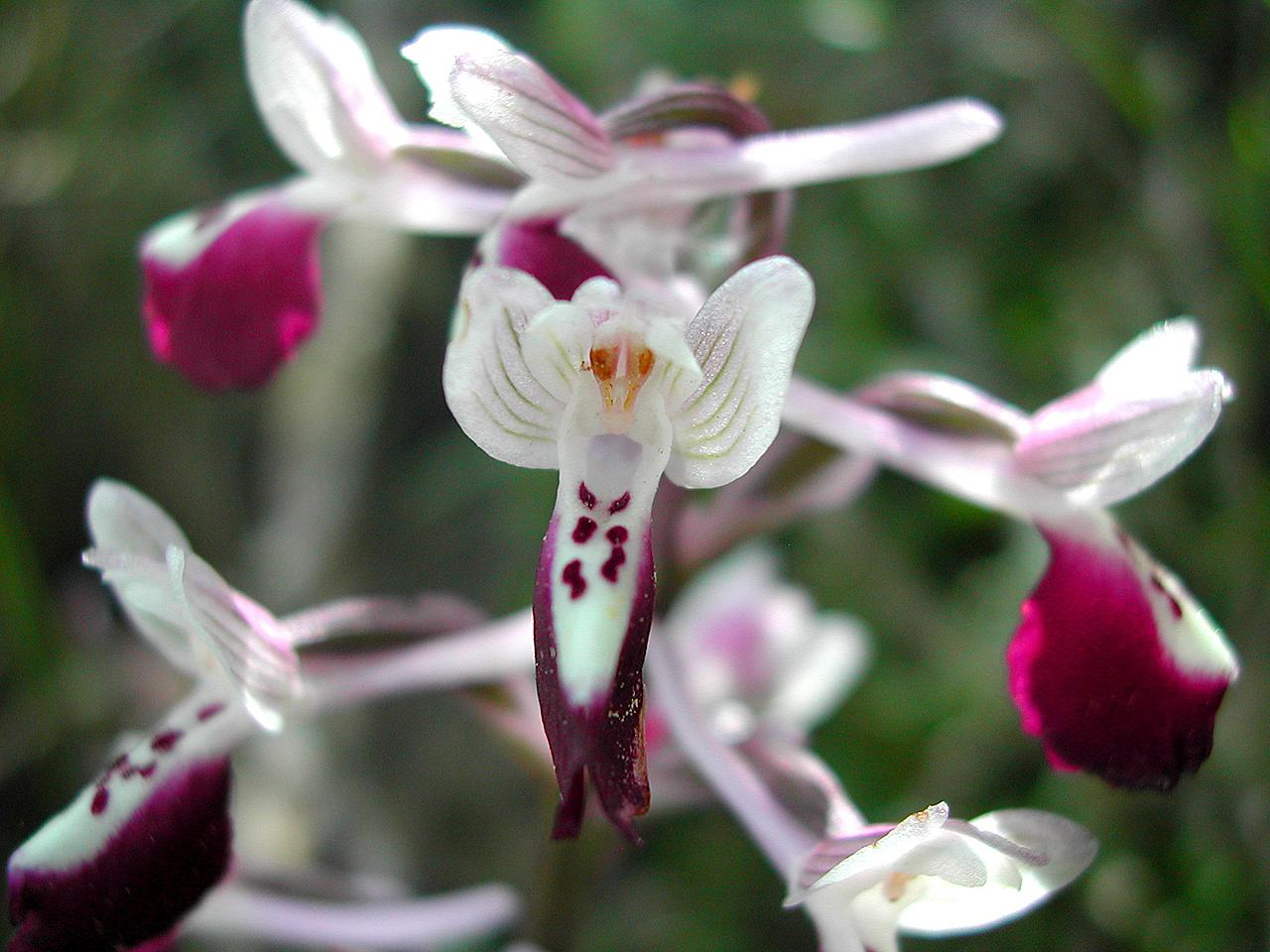
Orchis longicornu (Archaeplastida, Angiospermata, Asparagales, Orchidaceae)
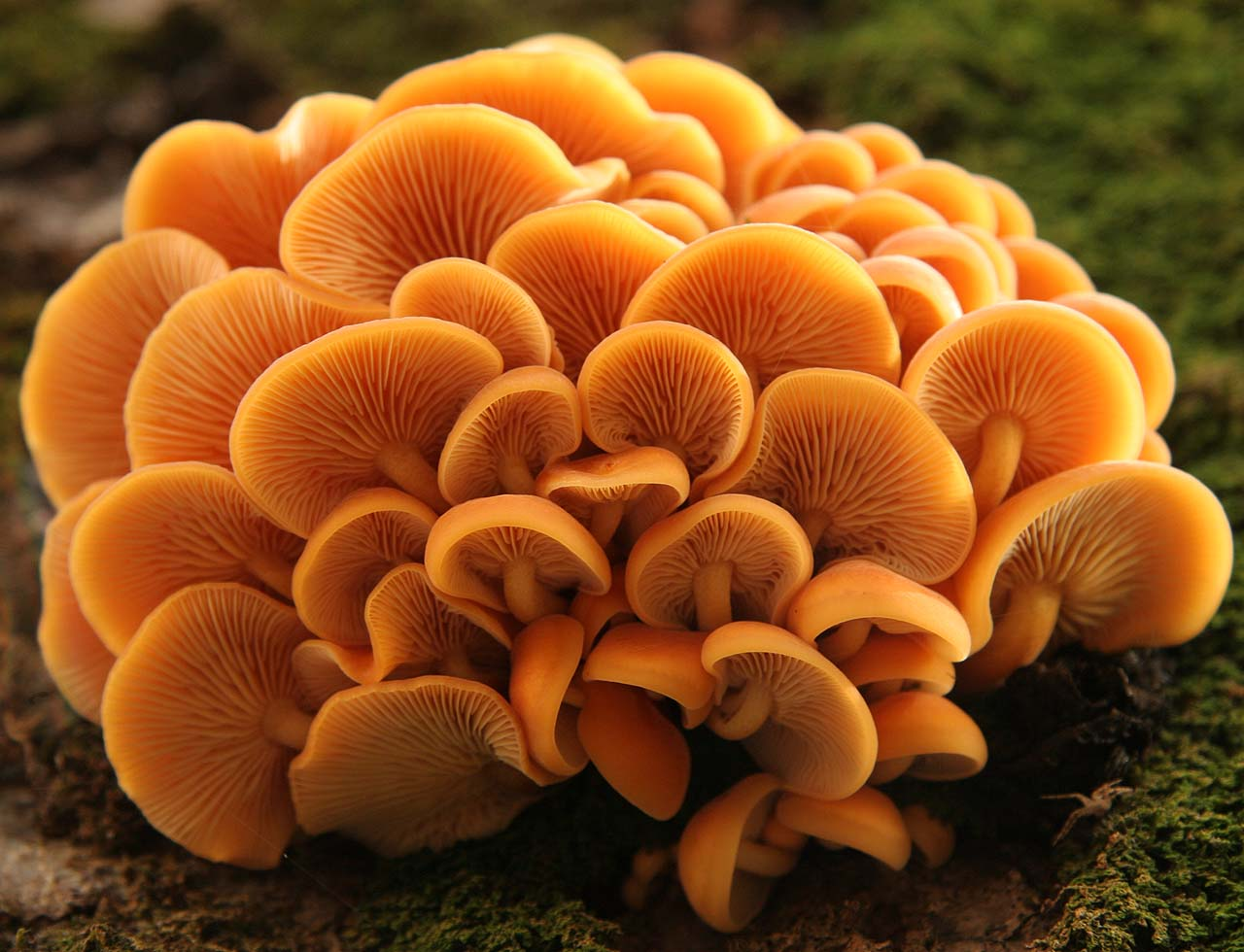
Flammulina velutipes (Mycota, Basidiomycota, Agaricales, Marasmiaceae)
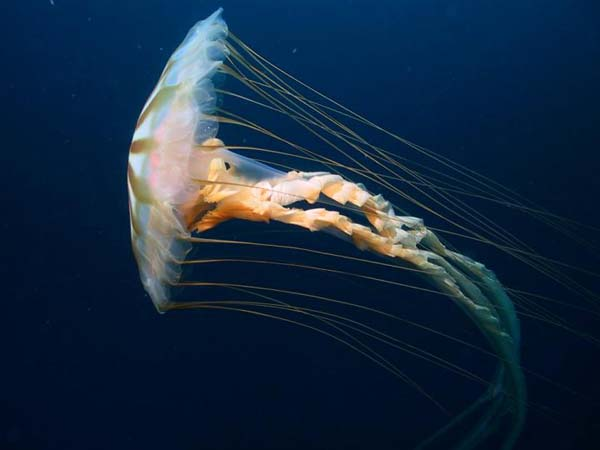
Chrysaora sp. (Metazoa, Cnidaria, Scyphozoa)
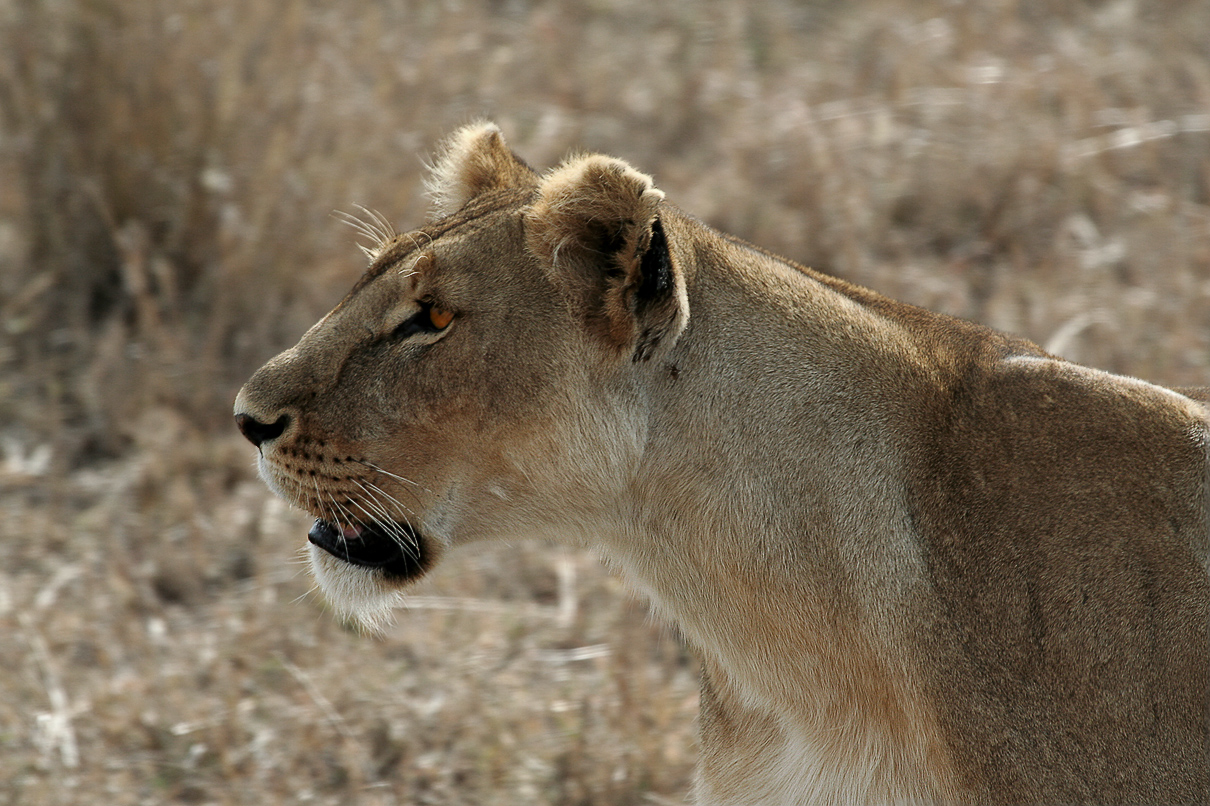
Lionne d'Afrique (Panthera leo, Metazoa, Mammalia, Felidae)

## Débat scientifique relatif à la phylogénie des Eukaryota

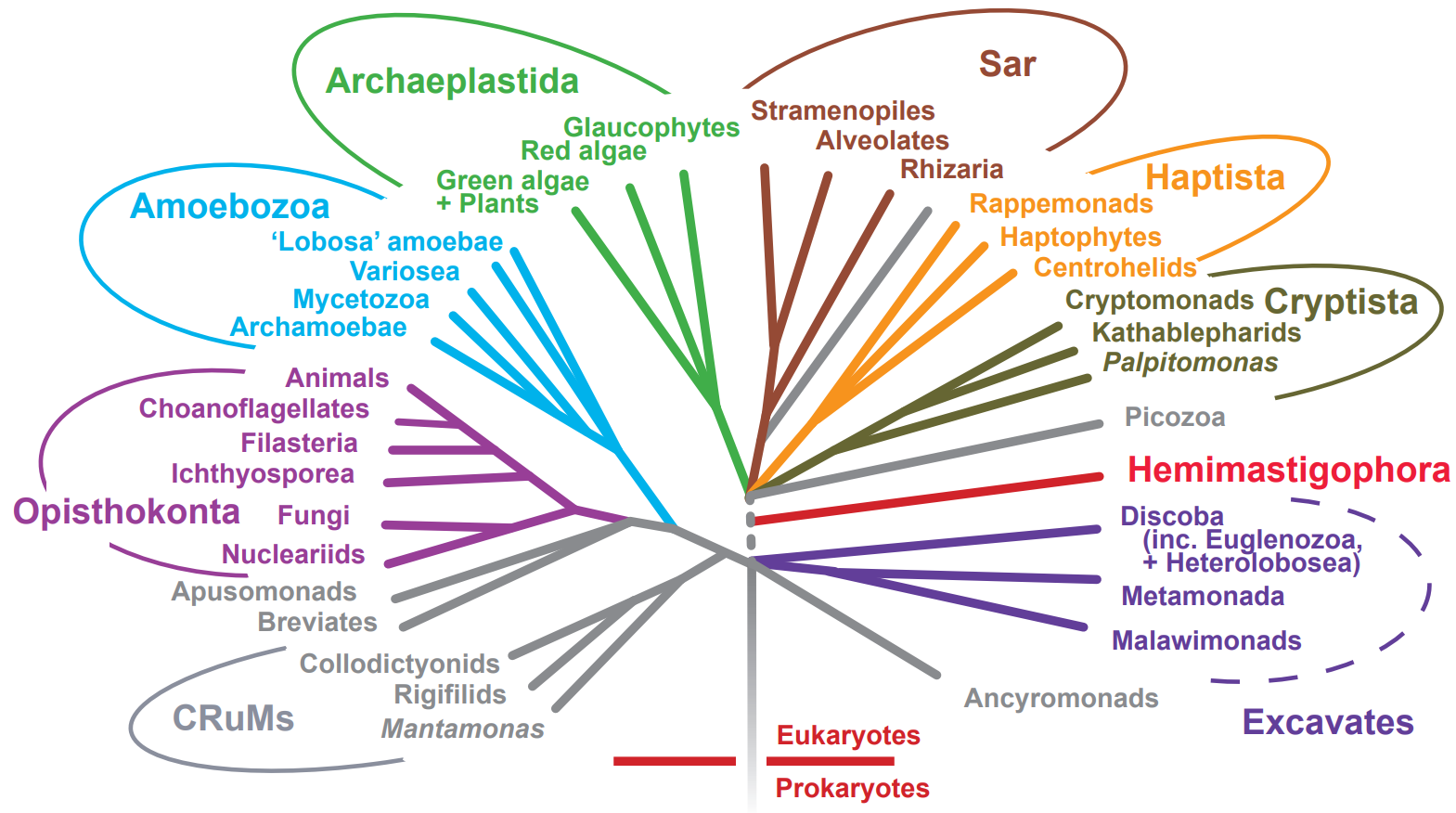
Hypothèse d'arbre phylogénétique des Eucaryotes selon Alastair Simpson.

À la suite du développement de la cladistique et des phylogénies moléculaires, la classification des organismes autres que bactériens (ou procaryotes) a été entièrement revue,,. La distinction fondée sur des ressemblances acquises indépendamment au cours de l'histoire évolutive, par divers organismes que sont les végétaux, les algues, les champignons, les animaux et les protozoaires, aurait surtout une valeur descriptive mais n'aurait pas de sens pour la classification phylogénétique,,. Le regroupement de tout ce qui n'est ni plante verte, ni champignon, ni animal au sein des Protistes n'aurait plus lieu d'être.
De très nombreux phyla, parfois monospécifiques, ont été reconnus comme monophylétiques,,,,,. Leur regroupement est moins consensuel : position de la racine,,,,,,,,,, place des organismes sans mitochondries,,,,,,, nombre d'endosymbioses de chloroplastes,,,,,,,,, et phylogénie subséquente,,,,, etc.,,,. Ainsi, les « Archéplastides », qui comprennent les glaucophytes, les algues rouges et les Viridiplantae (les algues vertes et les plantes terrestres), usurpent peut-être leur nom qui repose sur l’hypothèse que les membres de cette lignée, ayant des plastes entourés de deux membranes, sont les descendants d’un ancêtre commun unique qui a incorporé des cyanobactéries endosymbiotiques. Auquel cas le groupe serait paraphylétique (cf. Nozaki et al. 2003 et Yoon et al. 2008),. Quant aux Chromalvéolés, ils comportent vraisemblablement en leur sein les Rhizaires,, détachés des Excavés qui retournent à la base des Bicontes, bien que l'absence de mitochondries, chez certaines lignées d'Excavés (les diplomonades et les parabasalides), soit aujourd'hui considérée comme secondaire. C'est l'analyse de Burki et al. 2007 qui est, en gros, suivie ici pour regrouper les Straménopiles, les Alvéolés et les Rhizaires. On notera que Burki et al. 2008 font des Hacrobia le groupe-frère des Archéplastides, les séparant ainsi du « groupe SAR » et rendant caduc le concept de Chromalvéolés qui unit les eucaryotes photosynthétiques contenant de la chlorophylle c et leurs proches parents non pigmentés.
Les Apusozoaires, proches de la séparation entre Unicontes et Bicontes, sont, comme montré ci-dessus, pour la plupart sans doute plus proches des Opisthocontes. Le groupe entier est polyphylétique,.
Les Breviatea sont considérés comme des amibes apparentées aux Amibozoaires en tant que leur groupe-frère,.
Les Diphyllatea ou Collodictyonidae, représentant une ancienne lignée intermédiaire entre les Amibozoaires et les Excavés, ont une position incertaine à la base de l'arbre des Eucaryotes.
Les dernières analyses de T. Cavalier-Smith mettent la racine de l'arbre des Eucaryotes au sein des Euglènes ou entre elles et les autres Eucaryotes, la séparation des Unicontes étant plus tardive,.

### Classification selon Cavalier-Smith 1998
Cette classification n'est pas à proprement parler phylogénétique au sens hennigien de cladistique. Basée sur les nouvelles phylogénies, elle maintient néanmoins des taxons paraphylétiques, notamment à la base des lignées évolutives, par commodité. Elle maintient également la nomenclature traditionnelle (règnes, phyla, classes, etc.).
Seuls les Protozoa sensu Cavalier-Smith sont développés ci-dessous en 13 phyla ou embranchements. Les autres règnes le sont aux pages correspondantes.

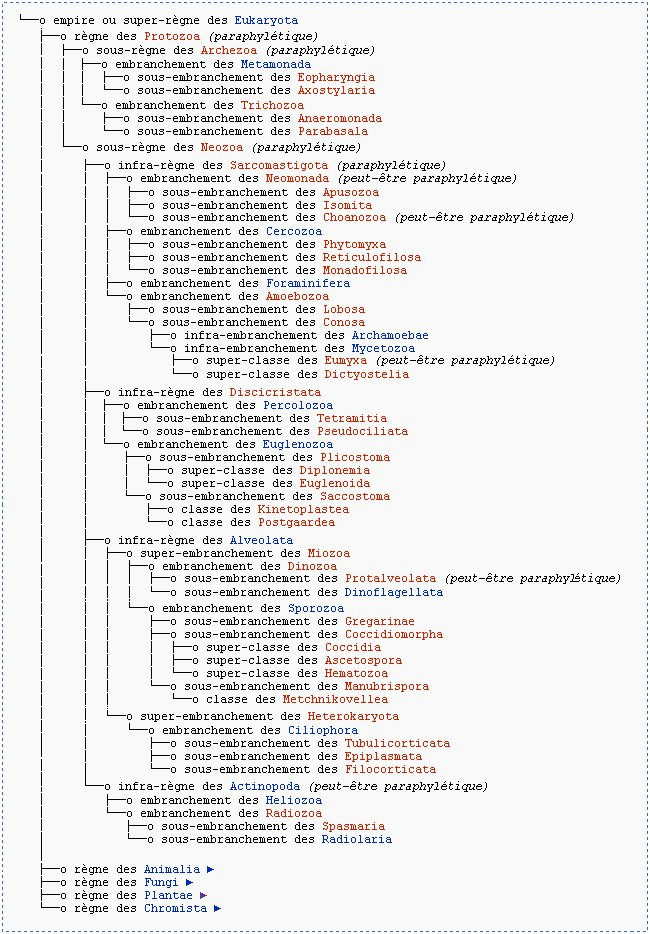
version photo

### Arbre phylogénétique simplifié d'après Nozakiet al.2003
L'analyse portait essentiellement sur les organismes à plastes, les Discicristés, les Straménopiles et les Alvéolés se retrouvant à l'intérieur d'un vaste clade rendant les Archéplastides paraphylétiques. Les Rhodophytes seraient la lignée la plus proche de la base des Bicontes (sous réserve de la place indéterminée des organismes sans mitochondries). La place des Rhizaires n'est pas évoquée.

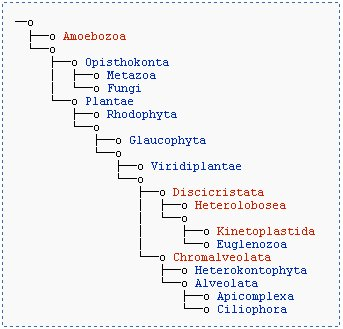
version photo

### Arbre phylogénétique simplifié d'après Stechmannet al.2003
Les travaux de Stechmann et Cavalier-Smith divisaient l'arbre des Eucaryotes en deux clades principaux, les unicontes et les bicontes.
Dans l'arborescence, les règnes traditionnels des Plantes, des Animaux et des Champignons ainsi que le règne proposé par Cavalier-Smith pour les Chromistes sont présentés comme des branches terminales. Tous les rameaux restants forment ensemble le règne des Protozoaires au sens de Cavalier-Smith.

### Classification proposée par Adlet al.2005
À la suite des nombreux travaux, notamment de Thomas Cavalier-Smith et de Sandra L. Baldauf,, réorganisant la classification des organismes à cellule eucaryote au fil des analyses phylogénétiques, ce comité international de protistologistes a tenté de stabiliser une nouvelle classification, remplaçant celle des anciens Protistes et tenant compte des phylogénies moléculaires récentes. Elle regroupe les Eucaryotes en six groupes réputés monophylétiques : les Amibozoaires, les Opisthocontes, les Rhizaires, les Archéplastides, les Chromalvéolés et les Excavés.

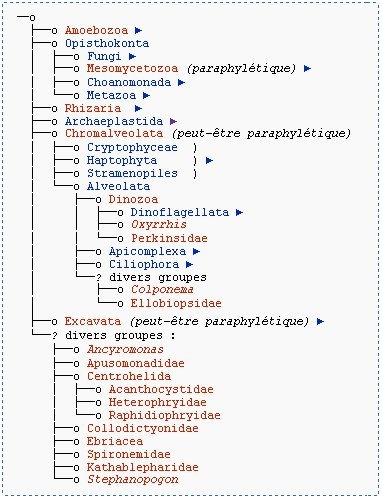
version photo

| Amoebozoa                        | la plupart des amibes proprement dites et des moisissures visqueuses                      |
| Opisthokonta                     | animaux, champignons, choanoflagellés, etc.                                               |
| Rhizaria                         | foraminifères, radiolaires et divers autres protozoaires amiboïdes                        |
| Archaeplastida (ou Primoplantae) | plantes terrestres, algues vertes, algues rouges et glaucophytes                          |
| Chromalveolata                   | straménopiles (ou hétérocontes), haptophytes, cryptophytes (ou cryptomonades) et alvéolés |
| Excavata                         | divers protozoaires flagellés                                                             |

### Arbre phylogénétique simplifié d'après Burkiet al.2007
La division primaire de l'arbre est une trichotomie mettant en évidence les Unicontes, les Excavés et un troisième clade regroupant tous les autres Eucaryotes.
Les Rhizaria, séparés des Excavata, se retrouvent ici au sein d'un même groupe avec les Chromalveolata, comme groupe-frère des seuls Stramenopiles.

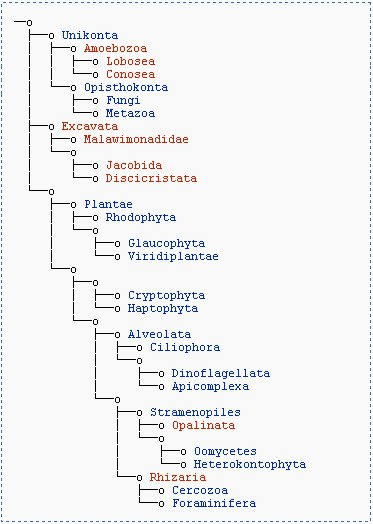
version photo

### Arbre phylogénétique simplifié d'après Yoonet al.2008
L'analyse de Yoon et al. 2008 ne confirme pas la réalité de la séparation phylogénétique entre unicontes et bicontes et même remet en cause le bien-fondé de la monophylie des Excavés, des Plantae (au sens d'Archéplastides), des Chromalvéolés et des Rhizaires (hormis le noyau constitué des Cercozoaires).

### Arbre phylogénétique simplifié d'après Kimet al.2008
Dans une autre analyse, les Hacrobia sont présentés imbriqués au sein des Archéplastides, qui, ensemble, forment un clade avec la plupart des Excavés, avant la jonction avec le « groupe SAR » associant les Straménopiles, les Alveolés et les Rhizaires. Tous ensemble, ces groupes composent les bicontes, les Amibozoaires et les Opisthocontes formant les unicontes.

### Arbre phylogénétique simplifié d'après Burkiet al.2008
Burki et al. 2008 dissocient les Hacrobia de l'ensemble des Chromalvéolés incluant les Rhizaires, tout en montrant des relations étroites avec les Archéplastides.

### Arbre phylogénétique simplifié d'après Rogozinet al.2009
D'autres analyses placent le « groupe SAR » au sein des Chromalveolés s.l., même si elles diffèrent sur le placement des cinq groupes qui en résultent : les Archéplastides, les Excavés, les Chromalvéolés, les Amibozoaires et les Opisthocontes. Rogozin et al. 2009 produisent l'arbre ci-dessous, où la division primaire est située entre les Archéplastides et tous les autres Eucaryotes.

### Arbre phylogénétique simplifié d'après Nozakiet al.2009
Certaines des recherches les plus récentes, fondées en particulier sur des analyses de gènes à évolution lente, suggèrent fortement le caractère polyphylétique des Archaeplastida (la Lignée verte d'après Hervé Le Guyader et Guillaume Lecointre). Les analyses de Nozaki et al. (2003, 2009) et de Yoon et al. (2008) suggèrent que l'apparente monophylie des Archaeplastida serait due à un artefact d'attraction des longues branches,,.
Le caractère monophylétique des Bikonta (que Nozaki appelle le "Super" Règne des Plantes) s'appuie en outre sur la fusion des gènes TS et DHFR, restés séparés chez les Unikonta,. La monophylie des Unicontes est par ailleurs soutenue par l'existence d'une fusion de 3 gènes (CPS/DHO/ATC) intervenant dans la voie de synthèse de la pyrimidine. Ces gènes sont restés séparés chez les procaryotes et les Bicontes, ce qui fait de cet événement rare et irréversible une apomorphie,. Il semblerait en revanche que le caractère biflagellé des Bicontes soit plésiomorphe.
Le plaste des Bicontes proviendrait d'une endosymbiose primaire unique d'une Cyanobacteria (la position basale des Glaucophytes est d'ailleurs soutenue par la persistance d'un peptidoglycane bactérien entre les deux membranes du plaste). Ce dernier aurait été secondairement perdu par les Excavés, et les Chromalvéolés l'auraient remplacé par un plaste issu d'une endosymbiose secondaire d'une algue rouge (plaste à 4 membranes). Enfin, plusieurs taxons de Chromalvéolés s.l. ont perdu secondairement leur plaste (parmi lesquels se trouvent les Oomycota, les Ciliata, les Foraminifera classés respectivement parmi les Straménopiles, les Alvéolés et les Rhizaires).

### Classification selon Cavalier-Smith 2010
Comme précédemment,, elle comporte des niveaux de classification (qu'on n'a pas reproduits ici) et des groupes paraphylétiques pour les taxons au bas des arbres évolutifs : Protozoa, Eozoa, Sarcomastigota ; les clades des Excavata sont désormais développés dans la liste, puisqu'ici la racine des Eukaryota se situe entre les Euglenozoa et les autres taxons, la séparation entre les Chromista et les Plantae d'une part, les Unikonta d'autre part, se situant plus tard dans l'évolution des Excavata. Les Bikonta sont donc eux aussi considérés comme paraphylétiques,.

### Classification proposée par Walkeret al.2011
Walker et al. 2011, proposent une classification systématique des Eucaryotes, à destination des biologistes cellulaires et des parasitologues, contenant le « clade SAR » et le « clade CCTH ».

### Arbre phylogénétique simplifié d'après Zhaoet al.2012
La division des Eucaryotes en deux clades principaux, unicontes et bicontes, dérivés respectivement d'un organisme ancestral uniflagellé et d'un organisme ancestral biflagellé, avait été suggérée antérieurement,.
Zhao et al. 2012 ont produit une étude avec une division quelque peu similaire, tout en notant que leurs termes "unicontes" et "bicontes" n'ont pas été utilisés dans le sens originel.
Les Hacrobia sont assimilés au « groupe CCTH » (abréviation de Cryptophyta, Centrohelida, Telonemia et Haptophyta).

### Arbre phylogénétique simplifié d'après Burkiet al.2012
Les résultats des études phylogénétiques sont souvent tributaires de la sélection des taxons et de l'ensemble de données disponibles sur les gènes analysés.
Ainsi les analyses de Burki et al. (suggérant le « groupe CCTH ») et de Okamoto et al. (établissant le nouveau taxon des Hacrobies) confirment l'existence d'un taxon monophylétique nommé Hacrobia (dont la diagnose est reprise par Cavalier-Smith qui inclut Centrohéliozoaires, Cryptophytes et Haptophytes,).
Mais d'autres études ont conclu que les clades Haptophyta et Cryptophyta ne forment pas un groupe monophylétique.
L'analyse de Burki et al. 2012 sur 258 gènes est publiée peu de temps après celle de Zhao et al. 2012. Les deux études, auxquelles participe Burki, produisent des résultats divergents : il est difficile de déterminer si le groupe des Hacrobia est monophylétique ou non.
La parenté des haptophytes et des cryptophytes demeure alors incertaine.
Les premiers forment un groupe-frère du groupe SAR, les seconds s'articulent avec les Archaeplastida (« plantes » au sens large).

### Classification proposée par Adlet al.2012
Le comité international de protistologistes révise sa classification antérieure en validant le groupe SAR sous l'écriture taxinomique « Sar » et en introduisant deux nouveaux assemblages de niveau supérieur de taxons : Amorphea (du grec a « sans » et morphe « forme ») et Diaphoretickes (du grec diaphoretikés « divers »).
Certains protistologistes, vulgarisent la classification révisée par le comité émanant de la Société Internationale des Protistologistes, tout en s'appuyant sur l'analyse de Burki et al..

### Arbre phylogénétique simplifié d'après Boudouresque 2015
Boudouresque 2015 propose un arbre phylogénétique basé sur les travaux de Baldauf, et reconnaît la division des Eucaryotes en unicontes et bicontes au sens de Zhao et al..
Les taxons supérieurs sont regroupés dans des ensembles monophylétiques formant des règnes : les règnes des Amoebobiontes et des Opisthocontes au sein des Unicontes et les règnes des Cryptobiontes, des Archéplastides, des Rhizaires, des Alveolés, des Straménopiles, des Haptobiontes, des Discicristés et des Excavés au sein des Bicontes.

### Classification proposée par Adlet al.2019
Le comité international de protistologistes révise ses classifications antérieures, des Eucaryotes en conservant l'emphase mise sur les Protistes.
Les Eucaryotes forment deux domaines appelés Amorphea et Diaphoretickes, avec plusieurs clades supplémentaires qui ne sont pas groupés dans un troisième domaine.
Le clade des CRuMs, décrit par Brown et al. 2018 et comprenant les Collodictyonidae, Rigifilida et Mantamonas, constitue un groupe-frère des Amorphea.
Se référant à l'ensemble formé des Discoba, des Metamonada et des Malawimonada, le groupe informel "Excavates" est considéré de position phylogénétique incertaine (incertae sedis) au sein des Eucaryotes.

### Arbre phylogénétique simplifié d'après Burkiet al.2020
De nouvelles études basées sur une analyse phylogénomique permettent de progresser dans la résolution de l'arbre phylogénique des Eucaryotes,.
La branche des Telonemia, positionnée comme groupe-frère du groupe Sar, est incluse dans l'ensemble surnommé TSAR (abréviation de Telonemia, Stramenopila, Alveolata et Rhizaria).
Les lignées assimilées aux "Excavates" sont séparées en trois branches indépendantes (Discoba, Metamonada et Malawimonadida).
La lignée des Hemimastigophora ne présente aucune relation de parenté avec les autres branches eucaryotes.

## En savoir plus
: document utilisé comme source pour la rédaction de cet article.

### Sources bibliographiques de référence

#### Sur les Eucaryotes en général
- Cheong Xin Chan, Eun Chan Yang, Titas Banerjee, Hwan Su Yoon, Patrick T. Martone, José M. Estevez et Debashish Bhattacharya : « Red and Green Algal Monophyly and Extensive Gene Sharing Found in a Rich Repertoire of Red Algal Genes », Current Biology, vol. 21, 2011, pp. 328–333
- Thomas Cavalier-Smith : « Kingdoms Protozoa and Chromista and the eozoan root of the eukaryotic tree », Biol. Lett., vol. 6, n° 3, 2010, pp. 342–345, et son supplément
- Vladimir Hampl, Laura Hug, Jessica W. Leigh, Joel B. Dacks, B. Franz Lang, Alastair G.B. Simpson et Andrew J. Roger, « Phylogenomic analyses support the monophyly of Excavata and resolve relationships among eukaryotic “supergroups” », PNAS, vol. 106, n° 10, 2009, pp. 3859–3864
- Hisayoshi Nozaki, Shinichiro Maruyama, Motomichi Matsuzaki, Takashi Nakada, Syou Kato et Kazuharu Misawa : « Phylogenetic positions of Glaucophyta, green plants (Archaeplastida) and Haptophyta (Chromalveolata) as deduced from slowly evolving nuclear genes », Mol. Phylog. Evol., vol. 53, n°3, 2009, pp. 872–880
- Fabien Burki, Kamran Shalchian-Tabrizi et Jan Pawlowski : « Phylogenomics reveals a new ‘megagroup’ including most photosynthetic eukaryotes », Biol. Lett., vol. 4, 2008, pp. 366–369
- Sandra L. Baldauf : « An overview of the phylogeny and diversity of eukaryotes », Journal of Systematics and Evolution, vol. 46, n°3, 2008, pp. 263–273
- Hwan Su Yoon, Jessica Grant, Yonas I. Tekle, Min Wu, Benjamin C. Chaon, Jeffrey C. Cole, John M. Logsdon Jr., David J. Patterson, Debashish Bhattacharya et Laura A. Katz (2008) « Broadly sampled multigene trees of eukaryotes », BMC Evolutionary Biology, 8:14
- Johanna Fehling, Diane Stoecker et Sandra L. Baldauf (2007) « Photosynthesis and the Eukaryote Tree of Life »(Archive.org • Wikiwix • Archive.is • Google • Que faire ?), in P. G. Falkowski et A. H. Knoll, Evolution of Primary Producers in the Sea, Elsevier, Boston, pp. 75–107
- Jeremiah D. Hackett, Hwan Su Yoon, Shenglan Li, Adrian Reyes-Prieto, Susanne E. Rümmele et Debashish Bhattacharya (2007) « Phylogenomic Analysis Supports the Monophyly of Cryptophytes and Haptophytes and the Association of Rhizaria with Chromalveolates », Mol. Biol. Evol. 24 (8), pp. 1702–1713
- Fabien Burki, Kamran Shalchian-Tabrizi, Marianne Minge, Åsmund Skjæveland, Sergey I. Nikolaev, Kjetill S. Jakobsen, Jan Pawlowski (2007) « Phylogenomics Reshuffles the Eukaryotic Supergroups », PLoS One 2(8): e790
- Laura Wegener Parfrey, Erika Barbero, Elyse Lasser, Micah Dunthorn, Debashish Bhattacharya, David J. Patterson, Laura A. Katz (2006) « Evaluating Support for the Current Classification of Eukaryotic Diversity », PLoS Genet 2(12): e220
- Sina M. Adl, Alastair G. B. Simpson, Mark A. Farmer, Robert A. Andersen, Roger Anderson, John R. Barta, Samuel S. Bowser, Guy Brugerolle, Robert A. Fensome, Suzanne Fredericq, Timothy Y. James, Sergei Karpov, Paul Kugrens, John Krug, Christopher E. Lane, Louise A. Lewis, Jean Lodge, Denis H. Lynn, David G. Mann, Richard M. McCourt, Leonel Mendoza, Øjvind Moestrup, Sharon E. Mozley-Standridge, Thomas A. Nerad, Carol A. Shearer, Alexey V. Smirnov, Frederick W. Spiegel et Max F. J. R. Taylor (2005) « The New Higher Level Classification of Eukaryotes », J. Eukaryot. Microbiol., 52 (5), p. 399–451
- Hwan Su Yoon, Jeremiah D. Hackett, Claudia Ciniglia, Gabriele Pinto et Debashish Bhattacharya (2004) « A Molecular Timeline for the Origin of Photosynthetic Eukaryotes », Mol. Biol. Evol. 21 (5) p. 809-818
- Hisayoshi Nozaki et alii (2003) « The phylogenetic position of Red Algae revealed by multiple nuclear genes from mitochondria-containing eukaryotes and an alternative hypothesis on the origin of plastids », J. Mol. Evol. 56 p. 485-497
- Thomas Cavalier-Smith (2002) « The phagotrophic origin of eukaryotes and phylogenetic classification of Protozoa », International Journal of Systematic and Evolutionary Microbiology, 52, p. 297–354
- Sandra L. Baldauf, A. J. Roger, I. Wenk-Siefert et W. F. Doolittle (2000) « A Kingdom-Level Phylogeny of Eukaryotes Based on Combined Protein Data », Science (290), p. 972-977
- Thomas Cavalier-Smith (1998) « A revised six-kingdom system of life », Biological reviews 73, p. 203-266
- Thomas Cavalier-Smith (1993) « Kingdom Protozoa and Its 18 Phyla », Microbiological Reviews 57 (4), pp. 953–994

#### Sur les Apusozoaires
- Thomas Cavalier-Smith et Ema E. Chao : « Phylogeny and Evolution of Apusomonadida (Protozoa: Apusozoa): New Genera and Species », Protist, vol. 161, n° 4, 2010, pp. 549–576
- Marianne A. Minge, Jeffrey D. Silberman, Russell J.S. Orr, Thomas Cavalier-Smith, Kamran Shalchian-Tabrizi, Fabien Burki, Åsmund Skjæveland et Kjetill S. Jakobsen : « Evolutionary position of breviate amoebae and the primary eukaryote divergence », Proc. R. Soc. B, vol. 276, 2009, pp. 597–604
- Thomas Cavalier-Smith, Ema E. Chao, Alexandra Stechmann, Brian Oates et Sergei Nikolaev : « Planomonadida ord. nov. (Apusozoa): Ultrastructural Affinity with Micronuclearia podoventralis and Deep Divergences within Planomonas gen. nov. », Protist, vol. 159, n°4, 2008, pp. 535–562

### Autres sources bibliographiques
- Richard Dawkins (trad. de l'anglais par Marie-France Desjeux), Il était une fois nos ancêtres : Une histoire de l'évolution [« The Ancestor's Tale »], Paris, Robert Laffont, 2007, 798 p. (ISBN 978-2-2211-0505-4)
- Guillaume Lecointre et Hervé Le Guyader, Classification phylogénétique du vivant, Paris, Belin, 2006, 3e éd. (1re éd. 2001), 559 p., 1 vol. + 1 livret des arbres de la classification phylogénétique (ISBN 2-7011-4273-3)

### Sources internet
- « Mikko's Phylogeny Archive »
- The Taxonomicon
- « Palaeos.org »(Archive.org • Wikiwix • Archive.is • Google • Que faire ?)
- Palaeos.com
- « Micro*scope »(Archive.org • Wikiwix • Archive.is • Google • Que faire ?) sur le site du MBL
- NCBI Taxonomy Browser
- The Tree of Life Web Project
- « Inventaire illustré de la diversité des Eucaryotes »(Archive.org • Wikiwix • Archive.is • Google • Que faire ?) sur le site du « Cours de Microbiologie Eucaryote du Master IMVI »(Archive.org • Wikiwix • Archive.is • Google • Que faire ?) de l'Université Paris VII Denis Diderot
- Jack R. Holt & Carlos A. Iudica : Diversity of Life sur le site de l'Université de Susquehanna
- Alexey B. Shipunov : Systema Naturae sur le site botanique de l'Université d'État de Moscou & Systema Naturae sur le site du département de biologie de l'Université d'État de Minot
- [vidéo] Effervesciences (CINAPS Télévision) : Darwin aujourd'hui (avec Guillaume Lecointre)